# Седлиско (гмина)
Седлиско (пол. Siedlisko) — сельская гмина (волость) в Польше, входит как административная единица в Новосольский повет, Любушское воеводство. Население — 3503 человека (на 2004 год).

## Сельские округа
1. Белявы
2. Боровец
3. Пенкне-Конты
4. Ружанувка
5. Седлиско
6. Звежинец

## Соседние гмины
1. Гмина Бытом-Оджаньски
2. Гмина Котля
3. Гмина Нова-Суль
4. Гмина Слава
5. Гмина Жуковице